# Albert Ludwig von Haza-Radlitz

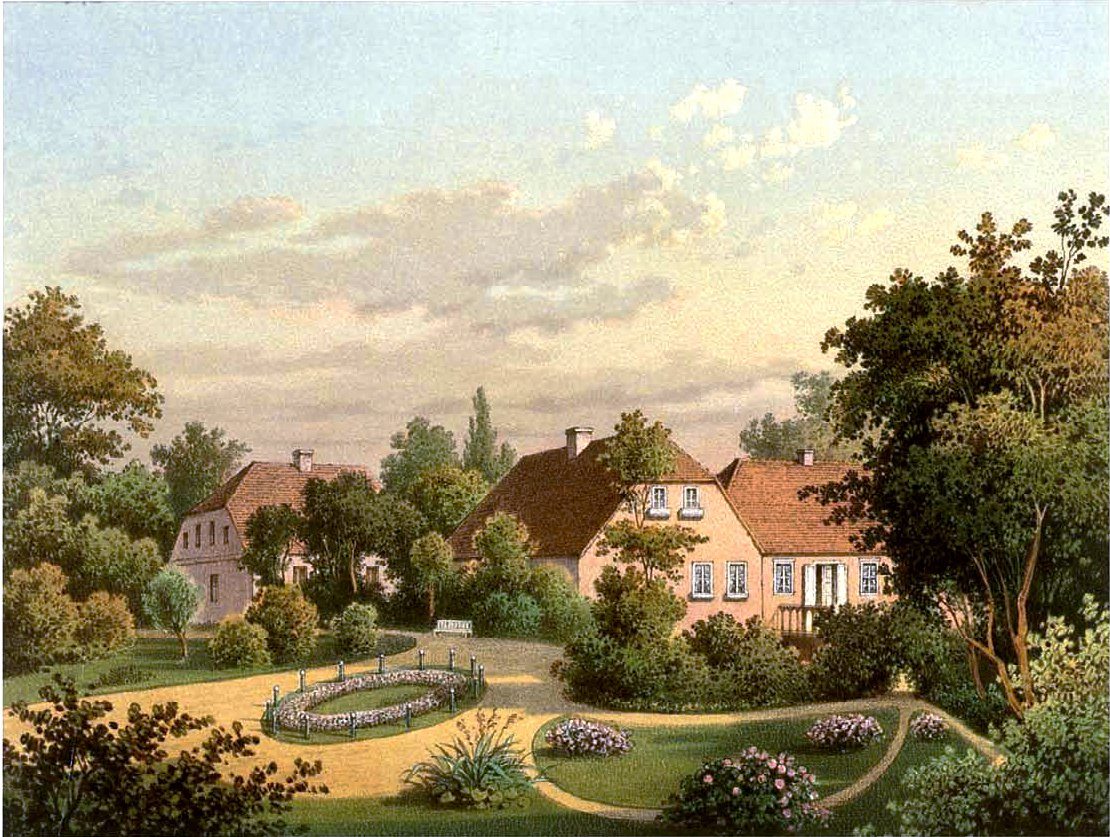
Születési helye, a Lewitz-kastély, 1860 körül, Alexander Duncker-gyűjtemény

Albert Ludwig von Haza-Radlitz (lengyelül: Wojciech Haza z Radlic; Lewitz, Dél-Poroszország tartomány, 1798. április 16. – Lewitz, 1872. április 21.) uradalmi tulajdonos és 1871-ben a Reichstag tagja.

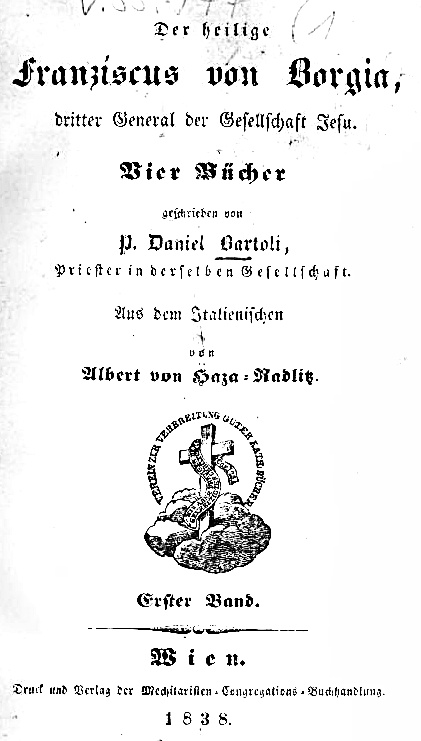
A Szent Ferenc Borgiáról szóló könyv címlapja (1838) Haza-Radlitz fordításában

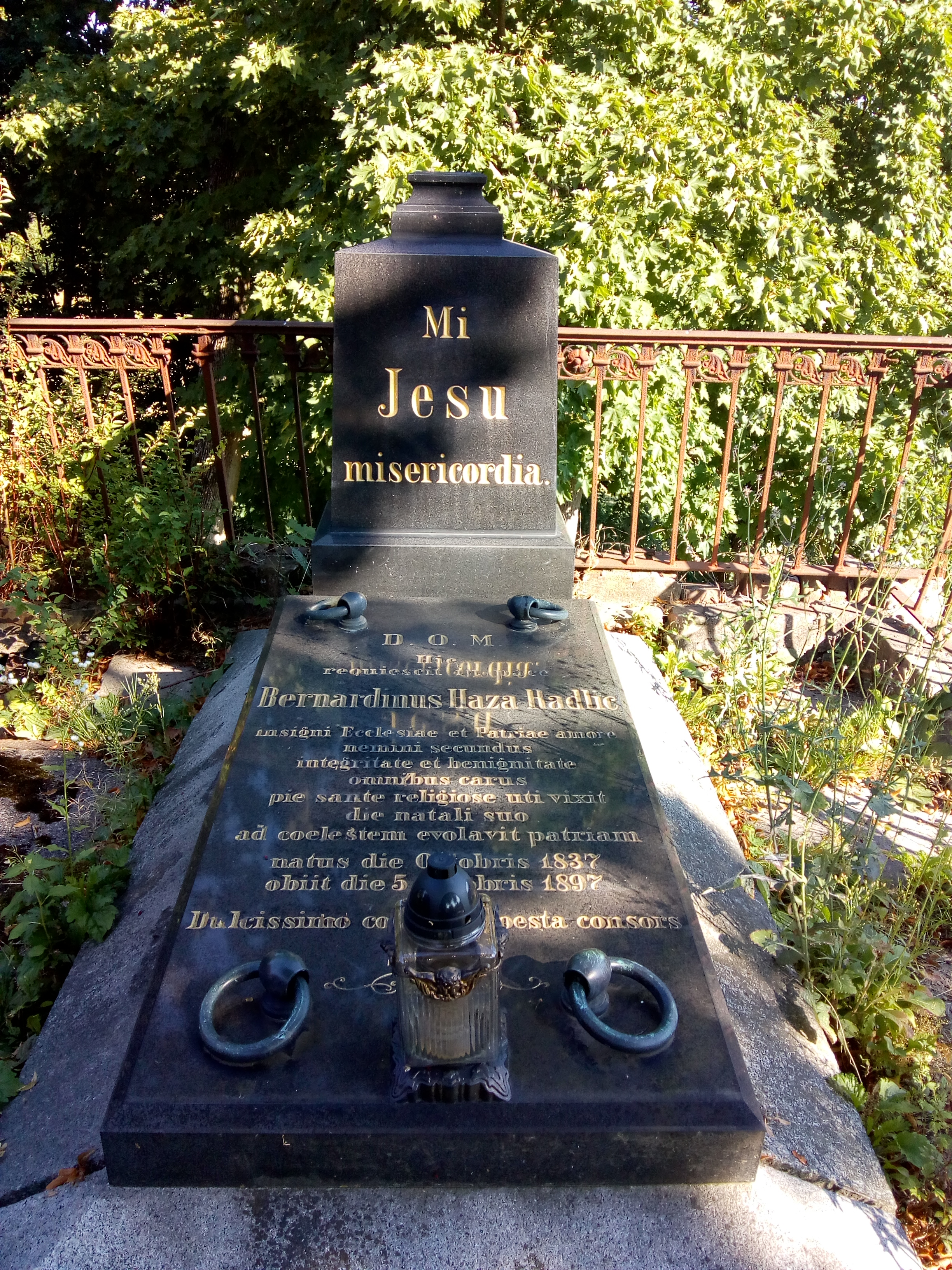
Haza-Radlitz sírja Lewitzben, 2020

## Élete
Protestáns szülőktől született, édesapját korán elveszítette. Édesanyja 1817-ben férjhez ment Adam Heinrich Müller író-filozófushoz, aki 1805-ben lett katolikus.
Albert Ludwig von Haza-Radlitz Drezdában és Berlinben járt iskolába, és 1815-ben önkéntesen csatlakozott a porosz katonai szolgálathoz mint hegyivadász. Miután visszatért a hadjáratból mint alhadnagy, 1816-tól Lipcsében, 1819-től Berlinben tanult. 1820-ban a berlini királyi kamarai bíróságon, 1821-ben pedig a naumburgi felsőbb tartományi bíróságon auskultátor (fizetés nélküli birosági gyakornok) lett.
1825-ben mostohaapja Frigyes Ferdinánd anhalt-kötheni herceg kabinettitkára lett. Adam Heinrich Müller hatására még ugyanebben az évben áttért a katolikus vallásra. Nem sokkal előtte megtért. 1825. július 5-én Párizsban Müller mostohafia, Albert Ludwig von Haza-Radlitz is. Az áttérés Karl Ludwig von Haller svájci alkotmányjogász jelenlétében történt. 1826-tól Haza-Radlitz anhalti hercegi kamarás volt. 1829-ben az Aranysarkantyús Pápai Rend lovagja lett. 1840 körül több vallásos könyvet fordított olaszról németre.
Legidősebb fia, Paul von Haza-Radlitz (* 1830, Köthen) jezsuita lett, és a washingtoni (Missouri) Szent Ferenc Borgia-templomban dolgozott lelkészként.

## Fordítás
- Ez a szócikk részben vagy egészben  az   Albert Ludwig von Haza-Radlitz című német Wikipédia-szócikk ezen változatának fordításán alapul.  Az eredeti cikk szerkesztőit annak laptörténete sorolja fel. Ez a jelzés csupán a megfogalmazás eredetét és a szerzői jogokat jelzi, nem szolgál a cikkben szereplő információk forrásmegjelöléseként.